# Hundrovemålla
Hundrovemålla (Chenopodium bryoniaefolium) är en amarantväxtart som beskrevs av Aleksandr Andrejevitj Bunge. Hundrovemålla ingår i släktet ogräsmållor, och familjen amarantväxter. Arten har ej påträffats i Sverige.